# Система автономного экстренного торможения автомобиля

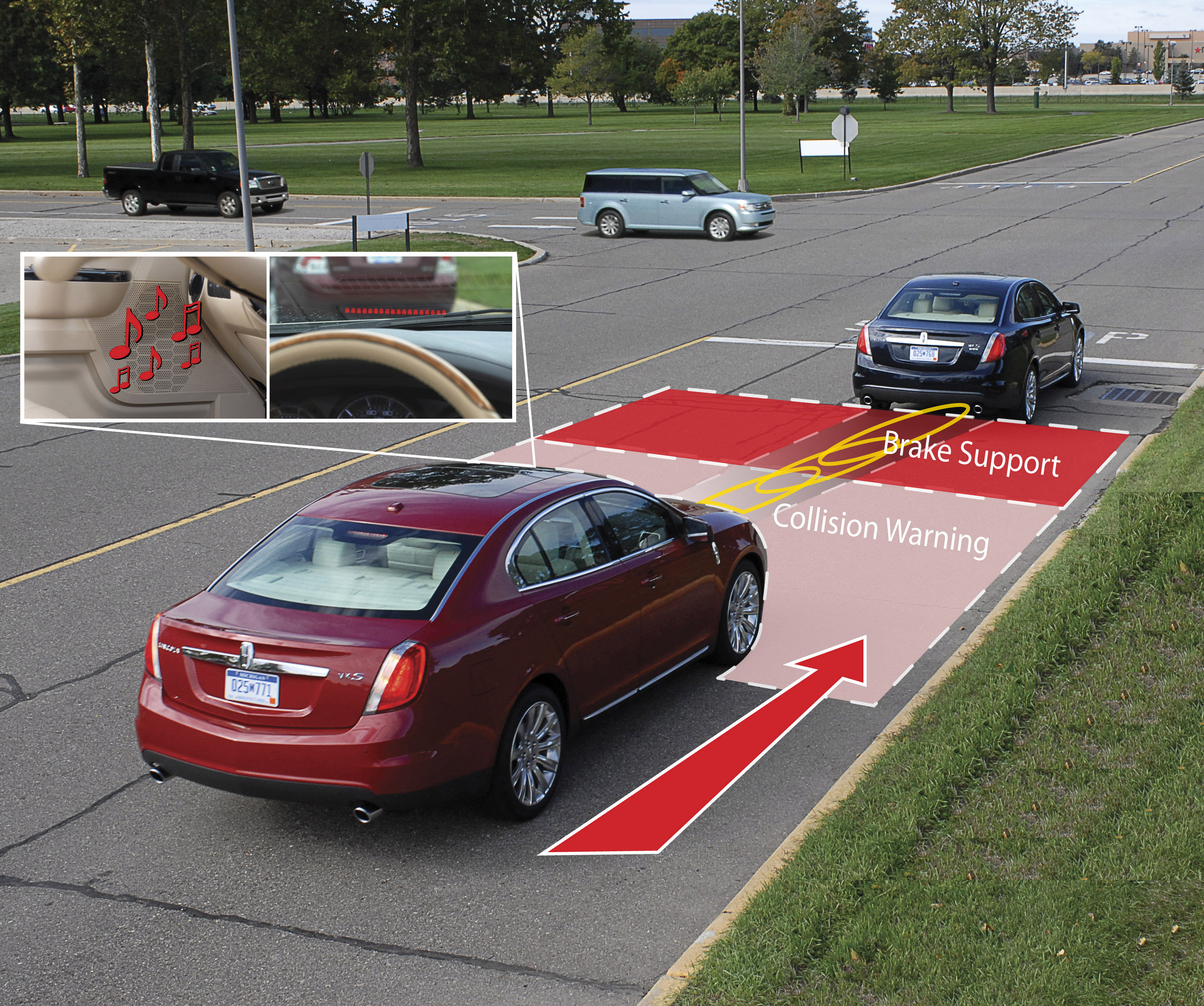
Система автономного экстренного торможения

Система автономного (автоматического) экстренного торможения, AEB (от англ. Autonomous Emergency Braking, или англ. Automated Emergency Braking, или англ. Automatic Emergency Braking) — это система, которая пытается предотвратить дорожно-транспортное происшествие путём включения в экстренной ситуации тормозов автомобиля независимо от водителя.
Сканируя пространство впереди движущегося автомобиля и используя данные о его скорости и траектории движения, система оценивает вероятность столкновения. При возникновении угрозы аварии AEB с помощью звуковых и визуальных сигналов предупреждает водителя о необходимости предпринять какие-либо действия. Если водитель никак не реагирует, а угроза столкновения по-прежнему высока, система инициирует автоматическое экстренное торможение.
Многие дорожно-транспортные происшествия являются следствием запоздалого торможения или торможения недостаточной интенсивности. Водитель может быть невнимательным или отвлечься, или он просто не замечает препятствие из-за плохой видимости. Возможно дорожная ситуация развивается непредсказуемо, например, при неожиданном торможении впереди идущего автомобиля или переходе через улицу пешехода, не соблюдающего меры предосторожности. В таких случаях помогает система автономного экстренного торможения.

## Устройство и принцип действия
В большинстве систем автономного экстренного торможения (AEB) для определения угрозы потенциального столкновения используется радар, камера или устройства, созданные по технологии лидара. Информация от них в сочетании с данными о скорости и направлении движения автомобиля позволяет определить, происходит ли развитие критической ситуации. Если определяется угроза столкновения, система в первую очередь пытается сообщить водителю о том, что необходимо предпринять какие-либо действия. Для этого включается звуковой сигнал и загорается соответствующая надпись на панели приборов. Некоторые системы для привлечения внимания водителя заставляют вибрировать руль или сиденье, или осуществляют серию коротких подтормаживаний. Одновременно тормоза приводятся в состояние готовности к совершению экстренного торможения, а автомобиль — к возможному столкновению. Если водитель не предпринимает никаких действий, а угроза столкновения по-прежнему высока, система инициирует автоматическое торможение.
Если водитель нажимает на педаль тормоза, но недостаточно энергично, то система помогает ему, добавляя усилие на педали. С другой стороны, если водитель начинает энергично вращать руль, нажимает на педаль газа, включает указатель поворота, то AEB воспринимает это как попытку объехать препятствие и отключается.
Система автономного экстренного торможения выполняет две функции:
— во-первых, предупреждает водителя об угрозе столкновения, что очень важно, так как большое количество наездов совершается из-за невнимательности водителя;
— во-вторых, снижает скорость автомобиля перед столкновением, если его невозможно избежать, что существенно уменьшает тяжесть последствий аварии.
Как правило, AEB работает совместно с другими продвинутыми системами поддержки водителя (ADAS) такими, как адаптивный круиз-контроль, система предупреждения о сходе с полосы и им подобными.

## История

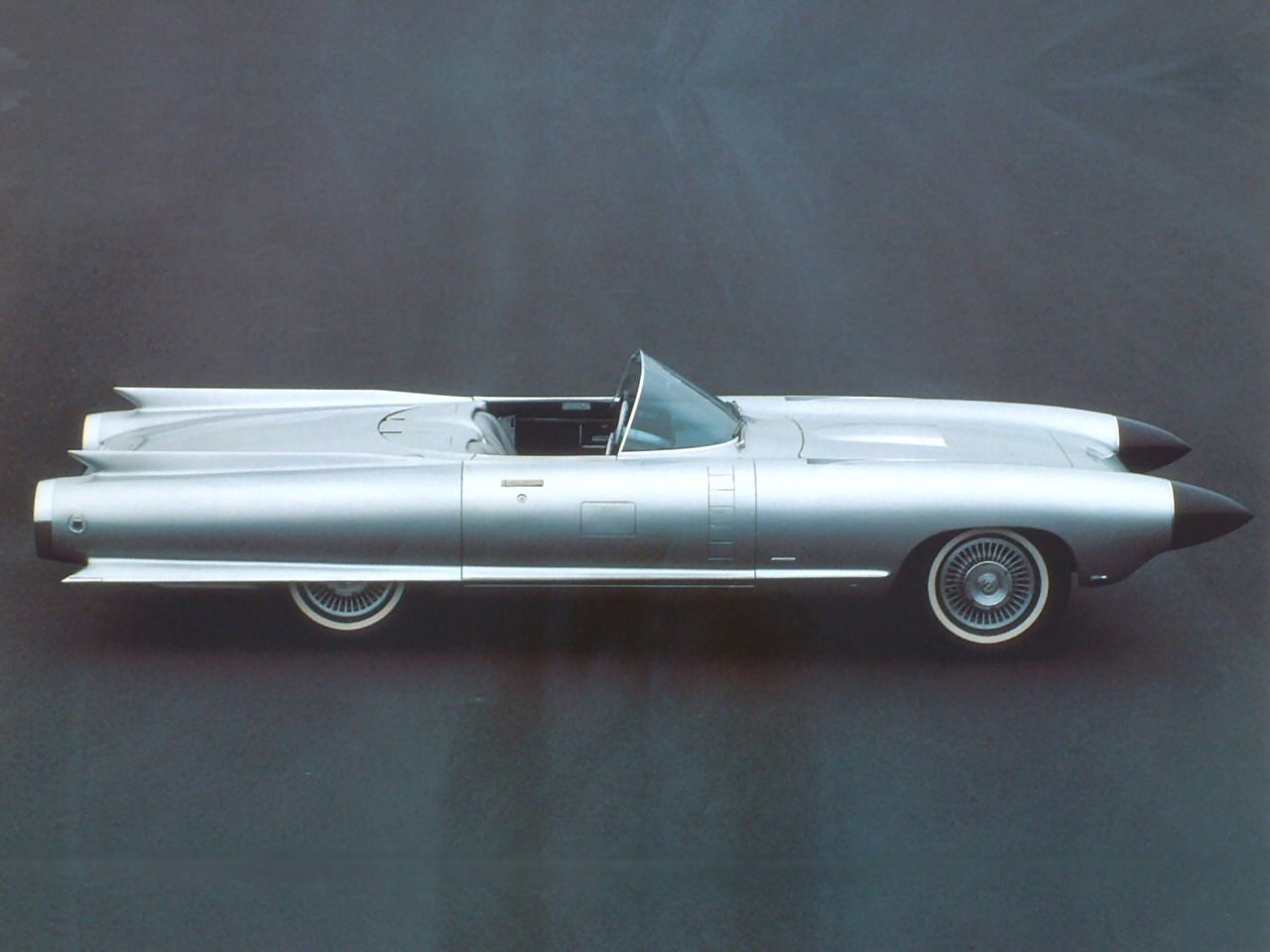
Cadillac Cyclone

Одним из первых автомобилей с радарами был футуристического вида концептуальный автомобиль Cadillac Cyclone, представленный в 1959 году. Радары размещались в наконечниках его ракетоподобных крыльев и сканировали пространство перед автомобилем, предупреждая водителя о появляющихся препятствиях.
В 1995 году подобную систему стали устанавливать на серийно выпускаемый Mitsubishi Diamante. С помощью лазерного радара (лидара) система определяла расстояние до впереди едущего автомобиля и, управляя работой двигателя, поддерживала безопасную дистанцию. В 2000 году такая же система на автомобиле Toyota Celsior (Lexus LS) уже могла задействовать тормоза для сохранения безопасного расстояния. И только в 2005 году на модели Mercedes-Benz S-класса стали устанавливать систему, способную, при необходимости, полностью остановить автомобиль.

## Законодательное регулирование
В Евросоюзе применение системы автономного экстренного торможения (AEB) является обязательным для новых грузовиков и автобусов начиная с 1 ноября 2015 года. Комиссия по транспорту Европарламента призвала сделать то же самое для легковых автомобилей всех типов, рекомендуя не позднее первого квартала 2018 года внести соответствующие изменения в законодательные требования по безопасности. С середины 2022 года наличие системы автоматического торможения стало обязательным для всех новых легковых автомобилей и лёгких коммерческих транспортных средств.
Автопроизводители США совместно с Национальным управлением по безопасности движения и Страховым институтом дорожной безопасности договорились о том, что все новые легковые автомобили и лёгкие грузовики (пикапы) будут оборудованы системой автоматического экстренного торможения начиная с 1 сентября 2022 года. Более тяжёлые автомобили, грузовики всех видов получат такую систему с 1 сентября 2024 года.
Неправительственные организации, такие как Страховой институт дорожной безопасности США (IIHS), начиная с 2013 года и Европейский независимый комитет по оценке безопасности автомобилей (Euro NCAP) начиная с 2014 года добавили тестирование AEB в свои методы оценки безопасности автомобилей.

## Оценка
Европейский независимый комитет по оценке безопасности автомобилей (Euro NCAP) в 2013 году провёл тестирование систем автономного экстренного торможения (AEB) восьми автомобилей. Испытания выявили различие в эффективности систем разных производителей, однако во всех случаях доказали их пользу в реальных условиях. Но следует помнить, говорится в заключении, что AEB — это система помощи водителю, на которую он не должен полностью полагаться. В некоторых сложных ситуациях система не способна полностью защитить автомобиль от столкновения, однако она обеспечивает значительное снижение скорости автомобиля в момент удара.
Журналисты «За рулём» летом 2015 года протестировали системы автономного экстренного торможения девяти автомобилей разных ценовых категорий. Они выяснили, что большинство систем ещё не достигло такого уровня, когда им можно полностью доверять. Но даже в таком состоянии их вмешательство в экстренной ситуации иногда позволяет избежать столкновения. Так что некоторая польза от них, безусловно, имеется.
Проведённые летом 2016 года Американской автомобильной ассоциацией (англ. American Automobile Association) тесты систем автономного экстренного торможения показали очень широкий разброс результатов. Все системы автоматически включали тормоза тогда, когда водитель не делал этого, но работали по-разному. Часть систем была предназначена для исключения столкновения, когда как другая — только для уменьшения серьёзности аварии. Хотя любое снижение скорости перед столкновением дает водителю большие преимущества в плане безопасности, он должен чётко понимать, что не все системы предназначены для предотвращения столкновения.